# فيرناندو زامبيدري
فيرناندو زامبيدري (بالإسبانية: Fernando Zampedri)‏ (14 فبراير 1988 في الأرجنتين - ) هو لاعب كرة قدم أرجنتيني في مركز الهجوم.

## روابط خارجية
- فيرناندو زامبيدري على موقع قاعدة بيانات كرة القدم.إي يو (الإنجليزية)
- فيرناندو زامبيدري على موقع Soccerway.com (الإنجليزية)